# Варшамов, Ром Рубенович
Ром Рубенович Варшамов (арм. Ռոմ Ռուբենի Վարշամով; 1927—1999) — советский и армянский математик, доктор физико-математических наук, профессор, действительный член АН Армянской ССР (1990; член-корреспондент с 1977). Являлся автором задачи получившей название Граница Варшамова — Гилберта.

## Биография
Родился 9 апреля 1927 года в Эривани, Армянской ССР.
С 1947 по 1952 год обучался на физико-математическом факультете Тбилисского государственного университета, в период обучения за достигнутые успехи был удостоен премии АН ГрузССР. С 1954 по 1957 год обучался в аспирантуре этого университета под научным руководством профессора Арнольда Вальфиша и в Математическом институте АН СССР под руководством профессора А. О. Гельфонда.
С 1955 по 1968 год на научно-исследовательской работе в Математическом институте АН СССР и в НИИ в системе Министерства радиопромышленности СССР, где занимался вопросами математического анализа и криптографии.  
С 1968 года на научной работе в Вычислительном центре АН АрмССР и Ереванского государственного университета в качестве: с 1968 года — заместитель директора по науке, с 1970 года — директора этого центра, и одновременно с 1971 по 2000 год — заведующий научно-исследовательской лаборатории и отделом. Так же являлся — председателем Научного совета по кибернетике и радиоэлектронике Академии наук Армянской ССР.

### Научно-педагогическая деятельность и вклад в науку
Основная научно-педагогическая деятельность Р. Р. Варшамова была связана с вопросами в области современной алгебры, прикладной и обычной математики, занимался теорией информации кодирования и вопросами криптографии. Р. Р. Варшамов являлся инициатором создания нового направления в теории корректирующих кодов — алгебраической теории кодирования. Р. Р. Варшамов являлся автором задачи по неравенству, определяющему предельные значения для параметров кодов, получившее название — Граница Варшамова — Гилберта.
В 1958 году защитил кандидатскую диссертацию по теме: «Вопросы общей теории линейного кодирования», в 1966 году защитил докторскую диссертацию на соискание учёной степени доктор физико-математических наук по теме: «К математической теории кодов». В 1969 году ему присвоено учёное звание профессор. В 1977 году был избран член-корреспондентом, в 1990 году — действительным членом АН Армянской ССР. Р. Р. Варшамовым было написано более двухсот научных работ, в том числе монографий и научных статей опубликованы в ведущих научных журналах, им было подготовлено около сорока пяти докторов и кандидатов наук.

## Основные труды
- Вопросы общей теории линейного кодирования. - Москва, 1958. - 125 с.
- К математической теории кодов. - Москва, 1965. - 97 с.
- Введение в новую нетрадиционную математику / Р. Р. Варшамов; Рос. акад. наук. Ин-т пробл. упр. им. В. А. Трапезникова РАН, Фонд "Пробл. упр.". - М. : СИНТЕГ, 1999. - 116 с.  ISBN 5-89638-024-0[3]